# Kaoru Osanai
Kaoru Osanai (小山内 薫?, Osanai Kaoru; Hiroshima, 26 luglio 1881 – 25 dicembre 1928) è stato un drammaturgo e regista teatrale giapponese.
Fu uno dei fondatori e ideatori nel 1909 dello shingeki, basato sulla "occidentalizzazione" delle tradizioni giapponesi.

## Biografia
La corrente riformista che interessò il Giappone agli inizi del XX secolo, conseguenza dell'apertura delle frontiere alle idee europee e statunitensi, investì non solo il teatro ma anche la poesia, la narrativa e altre forme espressive artistiche. Osanai cercò quindi di modernizzare il teatro giapponese, all'epoca ancora fortemente agganciato alle tradizioni feudali, operando l'innesto con la sensibilità occidentale.
Mise in scena grandi drammaturghi come Ibsen, Shaw e Čechov; per la didattica si ispirò a Stanislavsij. Nel 1909 ideò e fondò il movimento shingeki ("Nuovo teatro"), una nuova forma di espressione teatrale.
Nel 1912 fondò il Jiyū gekijō ("Teatro Libero") a Tokyo, e su questa ideologia Osanai mise in scena L'albergo dei poveri di Gor'kij ricalcando la rappresentazione che aveva visto al Teatro d'Arte di Mosca.
Dopo lo scioglimento nel 1919 del movimento del Teatro libero, nel 1924 partecipò alla fondazione del Tsukiji shōgekijō ("Piccolo teatro del quartiere Tsukij") insieme a Yoshi Hijikata, dove si insegneranno i metodi Mejerchol'd, basati sulla biomeccanica.
Nel 1928, anno della morte di Osanai, venne pubblicato un suo dramma dal titolo Kokusen'ya kassen ("Le battaglie di Coxinga"), ma l'influenza del marxismo e di altri movimenti di sinistra in Giappone provocarono una crisi del Tsukiji shōgekijō, che l'anno successivo si sciolse.